# Helmut H. Schaefer

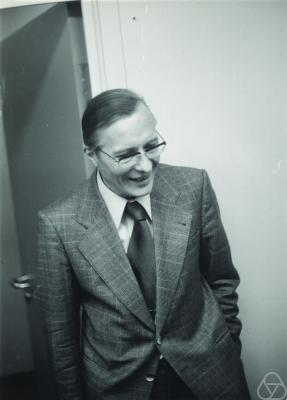
Helmut H. Schaefer, 1977

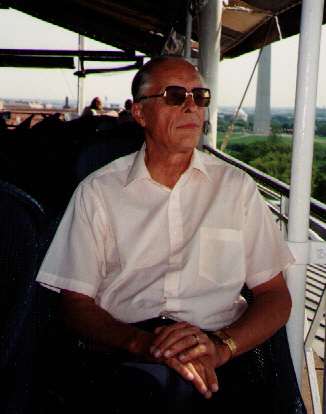
Helmut H. Schaefer, 1989

Helmut Heinrich Schaefer (* 14. Februar 1925 in Großenhain; † 16. Dezember 2005 in Tübingen) war ein deutscher Mathematiker und Hochschullehrer. Sein Arbeitsschwerpunkt war Funktionalanalysis. Seine bekannteste Monographie ist Topological Vector Spaces, die 1966 erschien und im Laufe der Jahre in mehrere Sprachen übersetzt wurde.

## Leben
Helmut H. Schaefer besuchte als Jugendlicher mit einem Hochbegabtenstipendium das Sankt Afra-Internat in Meißen. 1943 wurde er im Alter von 18 Jahren zur Wehrmacht eingezogen. Nach Ende des Zweiten Weltkrieges studierte er Mathematik in Leipzig und Dresden, wurde 1951 in Leipzig zum Dr. rer. nat. promoviert und habilitierte sich ebenfalls in Leipzig im Jahre 1954. Seine wissenschaftlichen Lehrer waren Ernst Hölder und Erich Kähler. Im Jahr 1956 erhielt er einen Ruf nach Halle (Saale) als Professor mit Lehrauftrag, den er annahm.
Schaefer floh 1957 mit seiner damals vierköpfigen Familie in die Bundesrepublik und erhielt an der Universität Mainz ein Forschungsstipendium der Deutschen Forschungsgemeinschaft (DFG), um mit Gottfried Köthe zu arbeiten. Bereits im darauffolgenden Jahr siedelte er mit Familie in die USA über, wo er 1958 als Associate Professor zunächst an der Washington State University in Pullman und anschließend ab 1960 an der University of Michigan in Ann Arbor tätig war.
Im Jahr 1963 nahm er den Ruf als ordentlicher Professor an die Eberhard-Karls-Universität Tübingen an, an welcher er als Direktor des Mathematischen Instituts bis zu seiner Emeritierung im Jahr 1990 lehrte. In dieser Zeit hat er jeweils einjährige USA-Aufenthalte als Gastprofessor an der University of Illinois at Urbana-Champaign, der University of Maryland, College Park (zwei Aufenthalte) und am California Institute of Technology in Pasadena absolviert. Dazu kamen kürzere Aufenthalte in anderen Ländern. Lange Zeit versah er in Tübingen das Amt des Institutsdirektors, des Dekans sowie des Vorsitzenden des Diplomprüfungsausschusses. Zu seinen Doktoranden gehörte der Mathematiker Rainer Nagel.  In den Jahren nach seiner Emeritierung bis 1997 nahm er einen halben Lehrauftrag an der Florida Atlantic University in Boca Raton wahr.
Im Jahr 1978 wurde Schaefer als Mitglied in die mathematisch-naturwissenschaftliche Klasse der Heidelberger Akademie der Wissenschaften aufgenommen. 1985 erhielt er das Bundesverdienstkreuz.
Bis in das Jahr 1999 setzte er seine wissenschaftliche Arbeit fort, bevor er sich zur Ruhe setzte und sich seinem langjährigen Hobby zuwandte, der Astronomie.

## Veröffentlichungen (Auswahl)
- Topological Vector Spaces. 1966–1971.
- Invariant ideals of positive operators in C(X). I. In: Illinois J. Math. Band 11, Nr. 4, 1967, S. 703–715.
- Banach Lattices and Positive Operators. Springer, 1974.
- Introduzione Alla Teoria Spettrale. 1980.